# Montesquieu-Avantès
Montesquieu-Avantès är en kommun i departementet Ariège i regionen Occitanien i södra Frankrike. Kommunen ligger  i kantonen Saint-Lizier som ligger i arrondissementet Saint-Girons. År 2022 hade Montesquieu-Avantès 261 invånare.

## Befolkningsutveckling
Antalet invånare i kommunen Montesquieu-Avantès
Referens: INSEE